# Aachener Kaffeefront

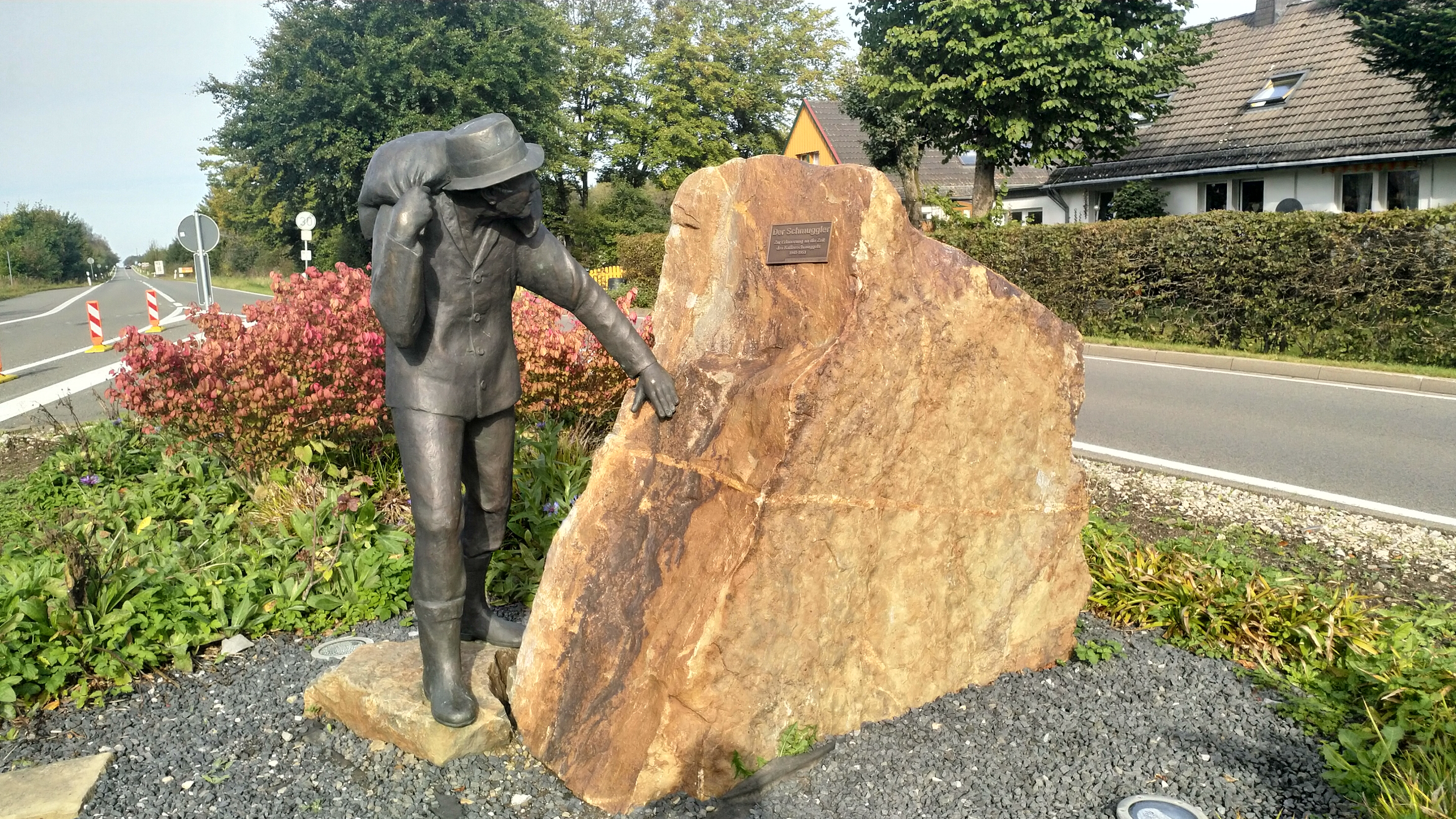
Denkmal „Der Schmuggler“ an der belgischen Grenze bei Mützenich

Die Aachener Kaffeefront war das Zentrum des Kaffeeschmuggels zwischen Belgien und den Niederlanden sowie Deutschland in den Jahren 1945 bis 1953.
Die Hauptschmuggellinien lagen südlich von Aachen in den Ausläufern der Eifel, mit Zentren in Aachen-Hitfeld und Mützenich.

## Schmuggelmengen und Methoden
In diesen acht Jahren wurden geschätzte 1000 Tonnen Kaffee illegal über die Grenze gebracht. Aufgrund der hohen Kaffeebesteuerung in der britischen Besatzungszone und ab 1949 in der Bundesrepublik Deutschland war der Kaffeeschmuggel lukrativ und wurde von Einzelpersonen zur Selbstversorgung oder in großem Stil betrieben. Als der deutsche Zoll verstärkt Schusswaffen einsetzte, kamen unter anderem gepanzerte Lastwagen zum Einsatz. Ein Teil der Schmuggler fuhr sogar mit Schützenpanzerwagen über die Grenze. Die gepanzerten Fahrzeuge waren aus einer belgischen Kaserne gestohlen worden und stammten aus US-Beständen. Zur Verfolgung der Schmuggelfahrzeuge wurden vom deutschen Zoll Porschewagen eingesetzt. Einer davon wurde als Besenporsche bekannt. Dieses Fahrzeug hatte absenkbare Stahlbesen vor den Vorderrädern, um Krähenfüße von der Straße zu fegen, die Schmuggler manchmal auswarfen, um die Reifen zu zerstören. Vielfach stammten Schmuggler und Zöllner aus gleichen Dörfern oder waren sogar verwandt. Der Kaffeeschmuggel in großem Stil endete in der Region, nachdem am 24. August 1953 auf Beschluss des Kabinetts die Kaffeesteuer von 10 DM/kg drastisch auf 4 DM/kg gesenkt wurde.

## Tote und Verletzte
In dieser Zeit kamen nach einer Statistik 31 Schmuggler und zwei Zöllner ums Leben. Hunderte, darunter auch Unbeteiligte, wurden durch Schüsse zum Teil schwer verletzt. So wurde u. a. am 27. Dezember 1947 der 14-jährige Schüler Hans Kunder durch einen Kopfschuss getötet, was öffentliches Aufsehen erregte. Letzter Toter war am 22. Februar 1964 der 36-jährige Arbeiter Franz Herder. Der Schütze, Zollsekretär Heinrich Becher, wurde im folgenden Prozess unter Berufung auf § 11 UZwG (Gesetz über den unmittelbaren Zwang bei Ausübung öffentlicher Gewalt durch Vollzugsbeamte des Bundes) freigesprochen. Der Theologe Gustav Ermecke erstellte aufgrund dieser Gewalt eine Abhandlung über die Zollmoral.

## Sonstiges
Die katholische Kirche hatte nach dem Zweiten Weltkrieg Hamstern, Schmuggeln und Mundraub mit Verständnis angesehen; bekannt wurde in diesem Zusammenhang der Kölner Kardinal Frings mit seiner Silvesterpredigt von 1946. Im Volksmund wurde das daraufhin "fringsen" genannt.
In Schmidt (Nideggen) wurde die 1944 in der Allerseelenschlacht stark zerstörte Pfarrkirche St. Hubertus mit Einnahmen aus dem Kaffeeschmuggel wieder aufgebaut. Im Volksmund heißt sie daher auch St. Mokka. Der Pastor von Schmidt soll sich damals dafür eingesetzt haben, dass aus den Schmuggeleinnahmen gespendet wurde. In seinen Predigten segnete er auch jene, die „im Abendgeschäft“ tätig seien.